# (1612) Hirose
(1612) Hirose – planetoida z pasa głównego asteroid okrążająca Słońce w ciągu 5 lat i 167 dni w średniej odległości 3,1 au. Została odkryta 23 stycznia 1950 roku w Landessternwarte Heidelberg-Königstuhl w Heidelbergu przez Karla Reinmutha. Nazwa planetoidy pochodzi od Hideo Hirose, japońskiego astronoma. Przed nadaniem nazwy planetoida nosiła oznaczenie tymczasowe (1612) 1950 BJ.